# 鳳山區
22°36′41″N 120°20′58″E / 22.6113591°N 120.3493158°E

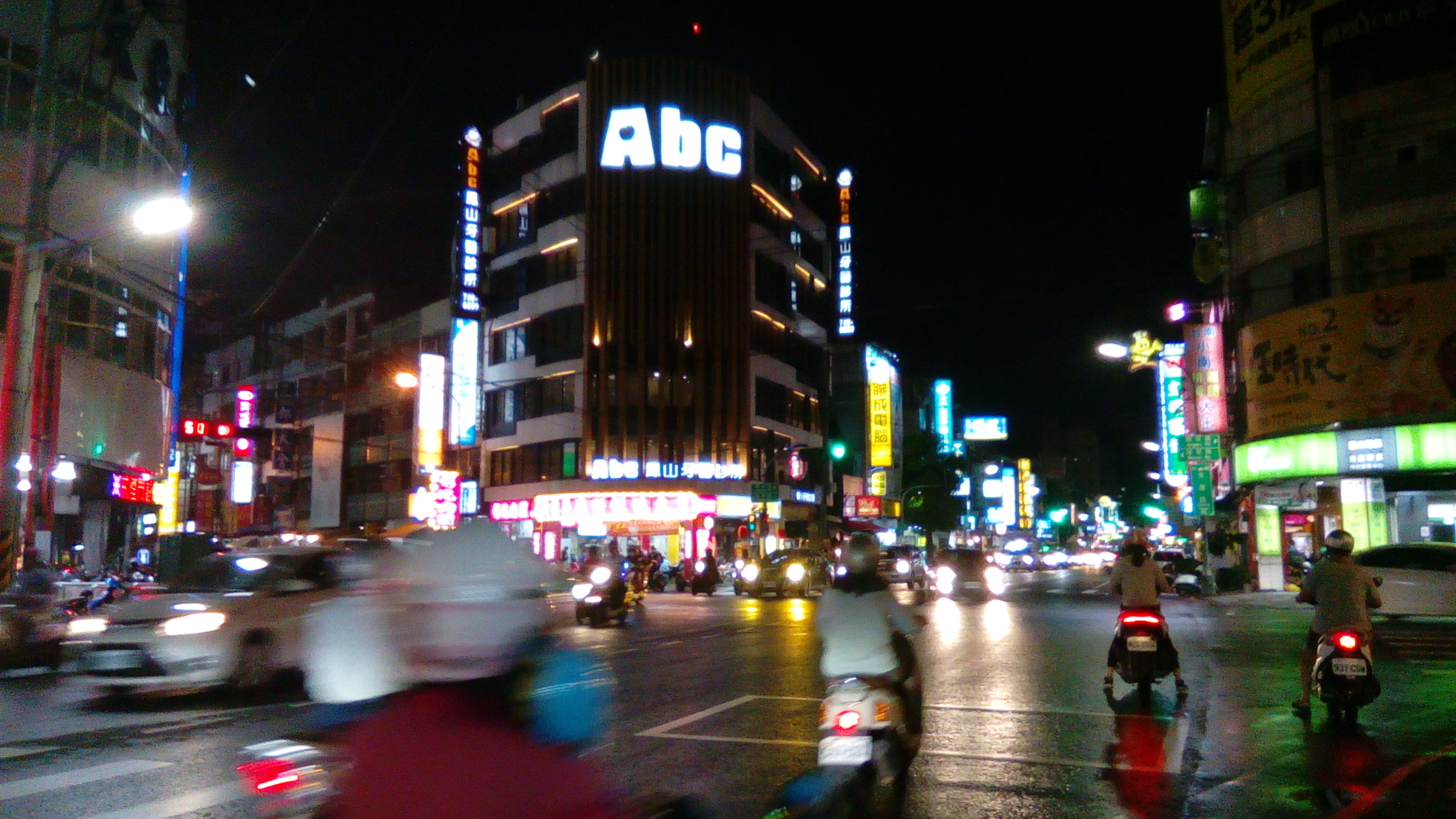
夜晚的鳳山市區

鳳山區，舊稱「埤頭」、「陂頭」，位於臺灣高雄市西南部，西側緊鄰高雄市區，為原高雄縣縣治、高雄市政府鳳山行政中心、高雄市議會所在地。境內人口約35.5萬人，為高雄市人口最多的行政區，是北臺灣地區以外人口最多的鄉鎮市區，也是臺灣人口第七多的鄉鎮市區。由於地理位置緊鄰高雄市區，在1960年代至1990年代之間發展迅速。1980年代時鳳山區與高雄市區之間尚存過度區農地，而在中山高速公路開通後，縣市區界已逐漸模糊相連幾無分界，並以高雄市區為主進行消費與移動，成為高雄都會區的衛星城市之一。
鳳山區由北到南共有赤山、鳳山、五甲等三個主要商業活動區，皆是清領時期發展為有規模的聚落。赤山主要範圍在澄清路以東、建國路以北一帶，為鳳山區新興住宅區，有「文山特區」之稱；鳳山是傳統政治中心，境內政府機關、古蹟林立；五甲地區則緊鄰前鎮區，人口密集且商業繁榮。歷經日治時期、中華民國政府遷台之後，分別有著不同歷史淵源及發展歷程，使全境街景呈現多元交融的樣貌。此外，戰後因有陸軍官校的遷校、中正預校的成立，伴隨而生的軍事用品商店與眷村文化也更加豐富鳳山區的文化內涵。

## 歷史

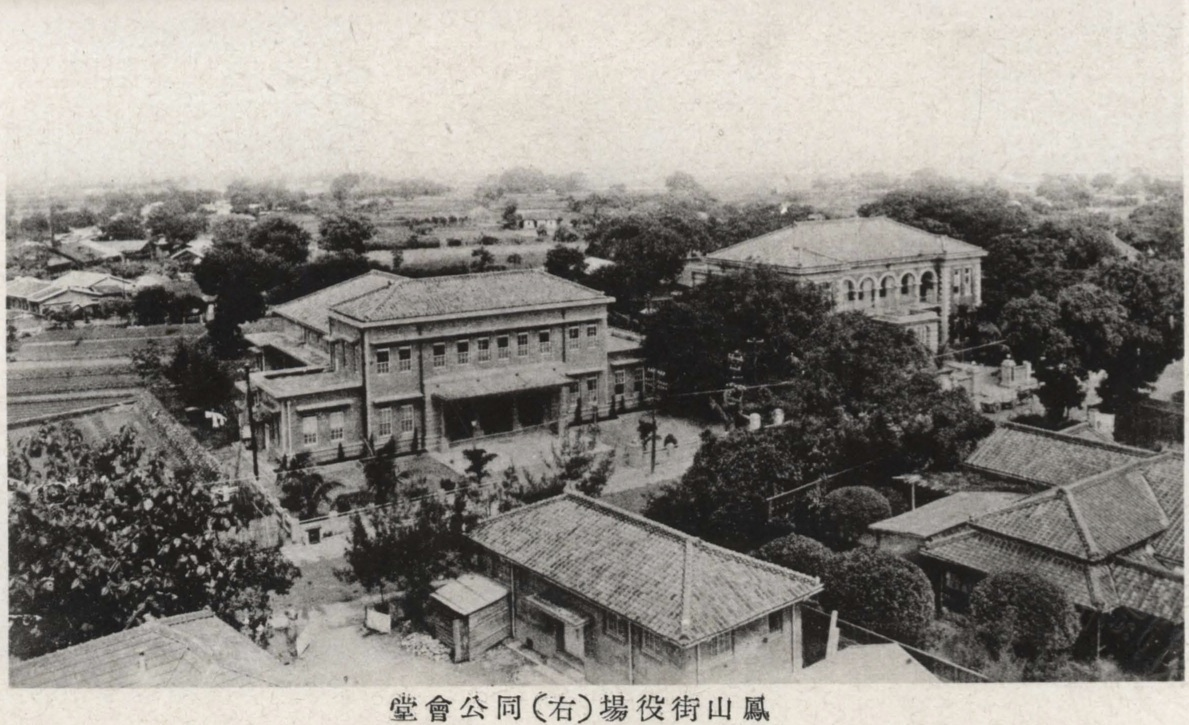
鳳山街役場與公會堂

清康熙二十三(1684)年福建省臺灣府設鳳山縣，轄今日高雄市、屏東縣大部份平原地區。鳳山縣治，最早在興隆（今左營區），臺南以南均屬之。縣名得自鳳山丘陵，丘陵位於今高雄市小港區與林園區、大寮區之間，並不在鳳山區境內。現今鳳山區一帶（區公所、大東公園附近）古名埤頭，又稱陂頭、下陂頭，源由自已消失之「柴頭埤」。乾隆五十一(1786)年林爽文事件，鳳山舊城（位今左營）遭破，因而在乾隆五十三(1788)年於埤頭建鳳山新城。亂平之後雖有將縣城遷回興隆庄之議，但因故未得實現，此後鳳山漸取代埤頭成為本地地名。鳳山最初僅是一L形市街，縣城遷於本地後一度成為臺灣府城以南最為繁榮的市街。今鳳山區的轄區在當時分屬鳳山縣的大竹（範圍約為今高雄市中心及鳳山區西側）和鳳山上（今小港東側和北側及鳳山東南側）。光緒十三(1887)年臺灣建省，鳳山縣所屬臺灣府改稱臺南府。
甲午戰爭後臺灣割讓予日本。明治二十八(1895)年6月臺灣總督府規劃行政區劃，臺南府鳳山縣改為臺南縣鳳山支廳，大竹里、鳳山上里則沿用；因逢乙未戰爭，地方自治無法實施，因此於8月改為派出性質的臺南民政支部鳳山出張所。明治二十九(1896)年，乙未戰爭結束，總督府全面控制，因此恢復臺南縣鳳山支廳。明治二三十(1897)年，臺南縣劃分出鳳山縣，並廢支廳改為辨務署。明治三十一(1898)年，鳳山縣又併回臺南縣。明治三十四(1901)年，廢縣改廳，臺南縣鳳山辨務署改為鳳山廳( Hōzan chō)；此時堡鄉澳制度的區劃功能也被廢除，改使用區。現今的鳳山區當時分屬鳳山區（鳳山市中心一帶）、空地仔區（即原本的鳳山上里）、七老爺區（今苓雅區、前鎮區東側及鳳山區西側）、赤山區（今鳥松區、鳳山區北側、三民區東側）。明治四十(1907)年10月1日，設置木造結構站房的鳳山停車場（鳳山車站前身）。明治四十二(1909)年，鳳山廳裁撤，併入臺南廳，上述三區改為臺南廳鳳山支廳管轄。日本統治後打狗（今高雄港北部一帶）崛起，政府大力建設其鄰近之街市，鳳山地區人口開始逐漸落後於打狗。

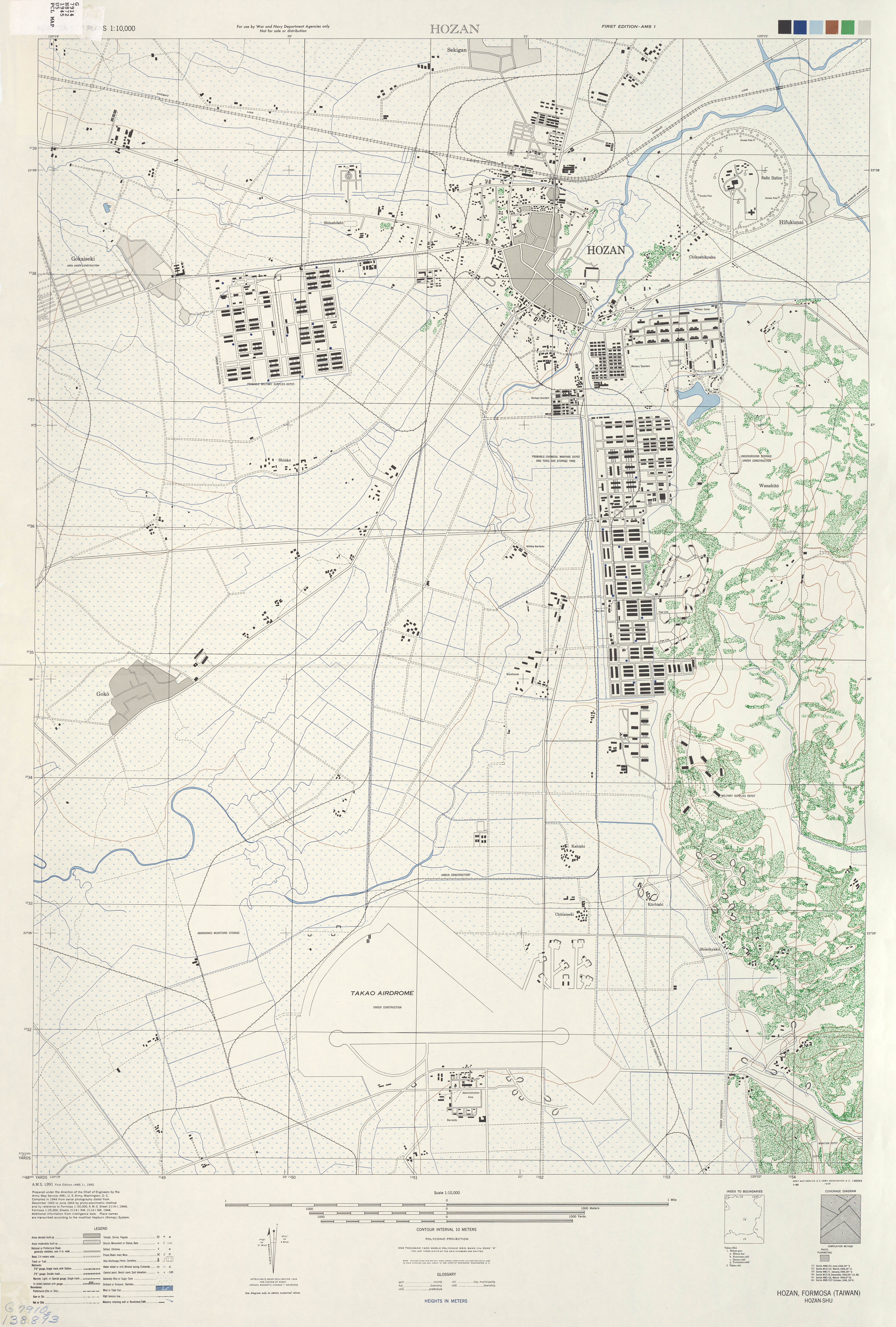
日治末期鳳山一帶地圖

大正九(1920)年，廢廳、支廳、區改為州、郡、街庄；高雄州成立，轄今高雄市及屏東縣。現今鳳山區屬鳳山郡的鳳山街（不含西側），街役場設於今曹公圖書分館，而鳳山郡役所設於今高雄市刑事警察大隊（前高雄縣政府警察局）。今日所謂鳳山地區（鳳山、大寮、鳥松、仁武、林園、大社、大樹）也是來自此時的鳳山郡，除小港區在1979年併入高雄市而不屬之，其餘昔日屬鳳山郡所轄之市轄區皆含括在內。大正十三(1924)年，高雄郡高雄街升格高雄市，鳳山街為其外圍衛星市街之一。昭和八(1933)年，設立鳳山神社（址位於今鳳山醫院）。昭和十二(1937)年，盧溝橋事變後，日軍以鳳山作為南進基地。昭和十五(1940)年高雄市擴大，鳳山街的獅頭、五塊厝、籬仔內併入，今鳳山區的區界大致定型於此時。昭和十五(1940)年代前後，高雄車站由哈瑪星（浜線、，今鼓山區西南一帶）遷至今址（三塊厝），高雄與鳳山之間的農地逐漸都市化，共同構成高雄都會區之核心。

鳳山曹公圳一景。

1945年10月二次大戰結束，中華民國治臺，原日治時期時設置的高雄州改為高雄縣，鳳山郡改為鳳山區，鳳山街改制為鳳山鎮；高雄市獨立升格為省轄市，高雄縣市自始分治。1946年1月8日，高雄縣政府成立，辦公廳暫設於今高雄市立高雄中學。3月31日，高雄縣政府遷至鳳山區鳳山鎮，借鳳山國小校舍辦公，鳳山始為高雄縣縣治。4月15日高雄縣參議會在鳳山成立。1947年由於縣政府即位於鳳山區，派出性質的縣轄區變得多餘，因此裁撤，鳳山鎮直接隸屬高雄縣。1951年1月11日，實施地方自治，高雄縣參議會改制高雄縣議會。1959年9月3日，高雄縣政府由鳳山國小遷至新址（今高雄市政府鳳山行政中心）。1972年7月1日，鳳山鎮因人口突破十萬而改制為鳳山市。2001年，鳳山市公所由今鳳山曹公圖書分館遷至新址（今鳳山區公所）。2008年9月14日，隨高雄捷運橘線通車，鳳山西站、鳳山站、大東站、鳳山國中站等4捷運站啟用。2009年7月16～26日，高雄市舉辦世界運動會，其中武術項目於高雄縣立體育館（今鳳山體育館）舉行。2010年12月16日，行政院核定「高雄鐵路地下化延伸鳳山計畫」，總經費約新臺幣176.25億元。

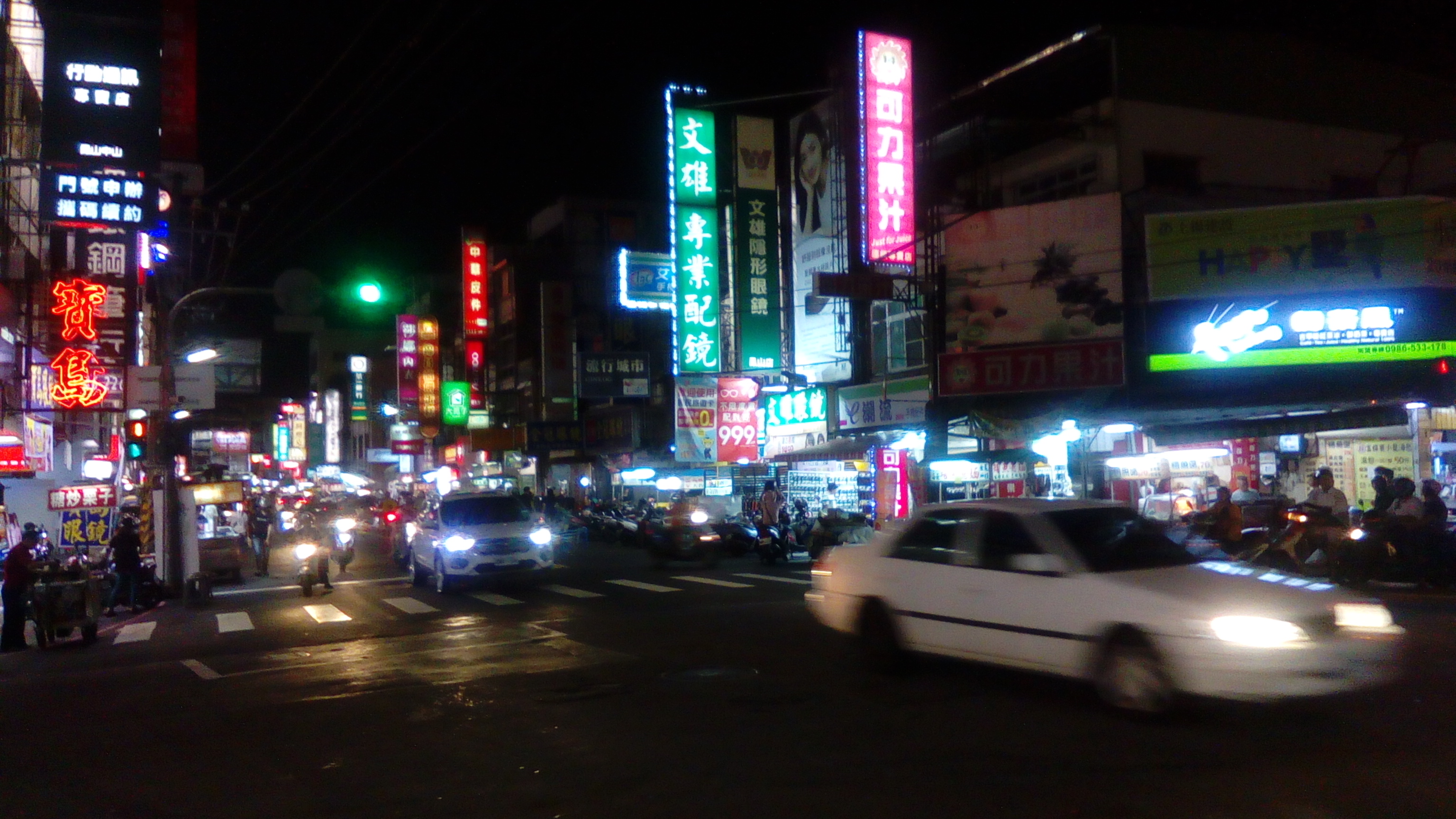
鳳山區中山路及五甲一路口

2010年12月25日，高雄縣市合併，高雄縣政府改制高雄市政府鳳山行政中心，原高雄縣鳳山市改制「高雄市鳳山區」；立法委員選舉區由高雄縣第四選區改為高雄市第八選區，選區範圍不變。2011年9月19日，高雄第一屆市議會決議將會址訂於鳳山的原高雄縣議會。2012年2月18日，高雄市公共腳踏車租賃系統在鳳山車站設站，乃鳳山區的首站，亦是本系統於舊縣區拓設計畫中25站的首站。12月26日，鳳山區人口數超越三民區，成為高雄第一大區。2013年3月1日，因應縣市合併，鳳山郵局裁撤併入高雄郵局。5月8日，鳳山轉運站啟用。2014年6月22日，配合高雄鐵路地下化工程，鳳山車站舊站房走入歷史，並啟用鳳山站臨時站房。11月1日，鳳儀書院修築工程完工並對外開放參觀。2015年10月，高雄市舉辦全國運動會，其中壘球（鳳山慢速壘球場）、桌球（五甲國小）、男子排球（福誠高中）、女子足球（鳳山田徑場）、柔道（鳳山體育館）、體操（鳳山體育館）、保齡球（冠源保齡球館）、沙灘排球（鳳山沙灘排球場）等賽事項目於鳳山區舉行。2017年3月10日，總統府南部辦公室於高雄市政府鳳山行政中心揭牌成立。7月23日高雄市第12座滯洪池「鳳山圳滯洪池」完工啟用，佔地面積約5.5公頃、滯洪量約18萬噸。2018年10月13日，衛武營藝術文化中心開幕啟用。10月14日，高雄市區鐵路正式切換至地下營運，鳳山車站改為地下化車站。

## 主要聚落

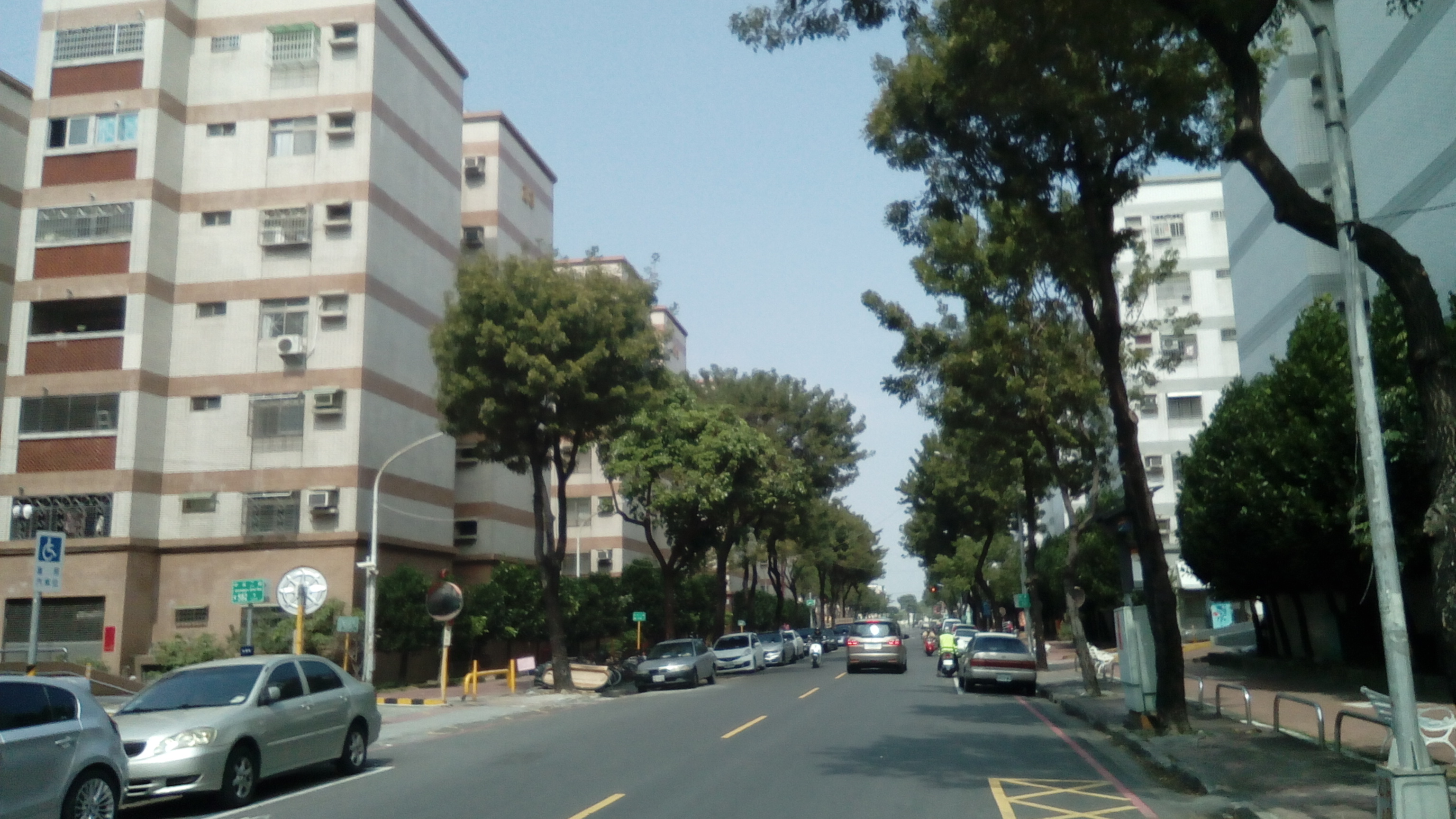
鳳山中崙社區一景

- 鳳山地區：鳳山、新庄仔、道爺廍、北門、下菜園、灣仔頭、誠義社區
- 竹仔腳地區：前莊、埤頭、埤頂、埤北、竹子腳、海風社區
- 五甲地區：五甲、一甲、二甲、中崙、媽祖港、鳳甲
- 新甲地區：新甲、七老爺
- 赤山地區：赤山、文山特區
- 牛稠埔地區
- 過埤地區：過埤、頂庄、田中央、牛寮

## 地理

### 位置
鳳山區位於高雄市西南部，北面與鳥松區接壤，西面與三民區、苓雅區、前鎮區比鄰，東面、南面則為大寮區、小港區等工業重鎮。

### 水文
- 鳳山溪：鳳山溪貫穿鳳山南北，全長約8公里，上游來自大樹區，下游注入前鎮河，最終匯入高雄港，早期先民從唐山乘船就是順由鳳山溪在今東便門附近上岸的，因此鳳山城發源地就在此。
  - 曹公圳：最早起建於清朝道光年間，由當時鳳山知縣曹謹所開鑿，現由臺灣高雄農田水利會管理，自2007年起開起曹公圳整治計畫，分多期進行，第一期從自由路到立志街、第二期由鳳山火車站到自由路、第三期從鳳山溪到中華街匯流口、第四期由中華街匯流口到自強陸橋。
  - 鳳山圳滯洪池

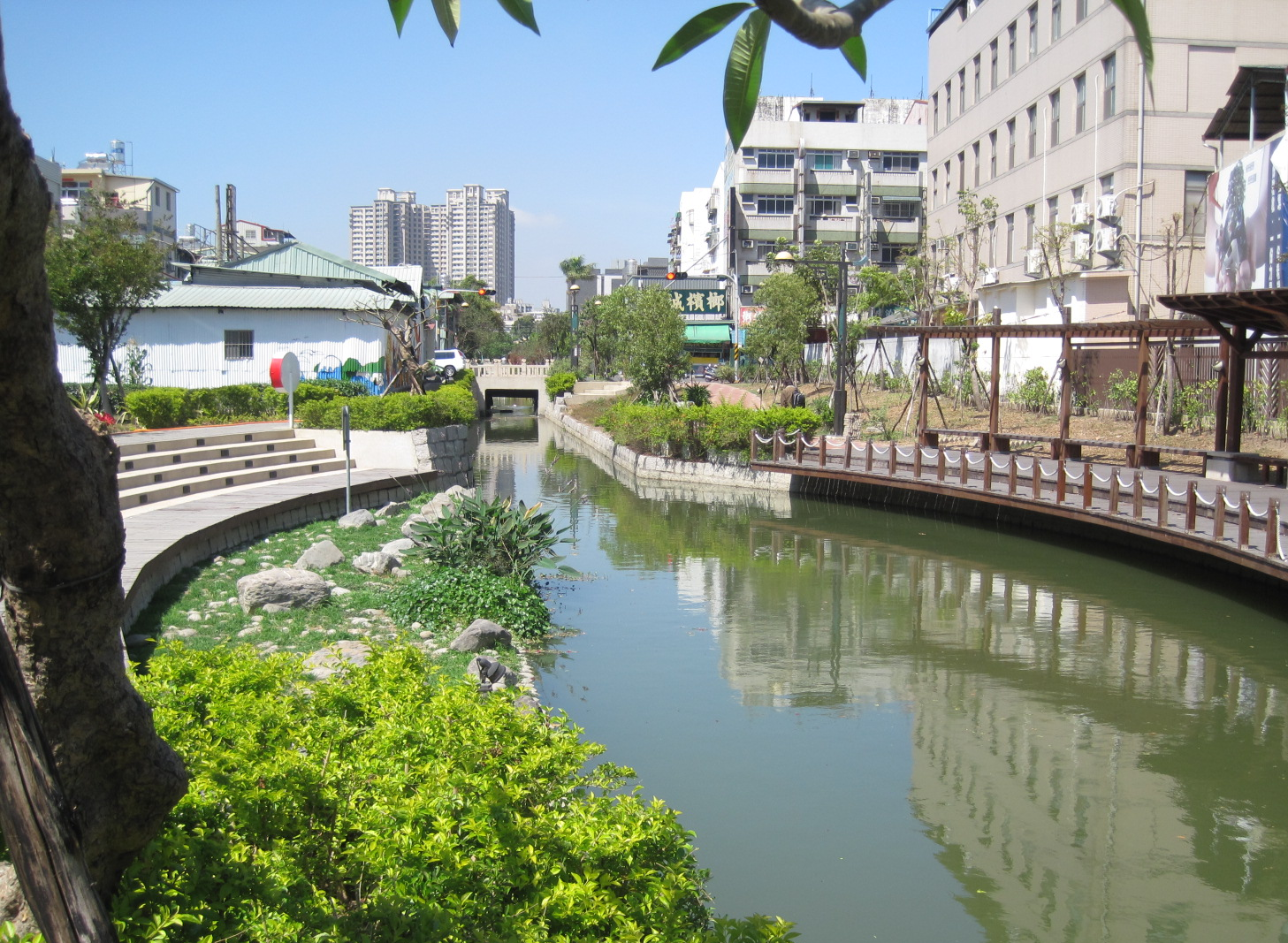
曹公圳
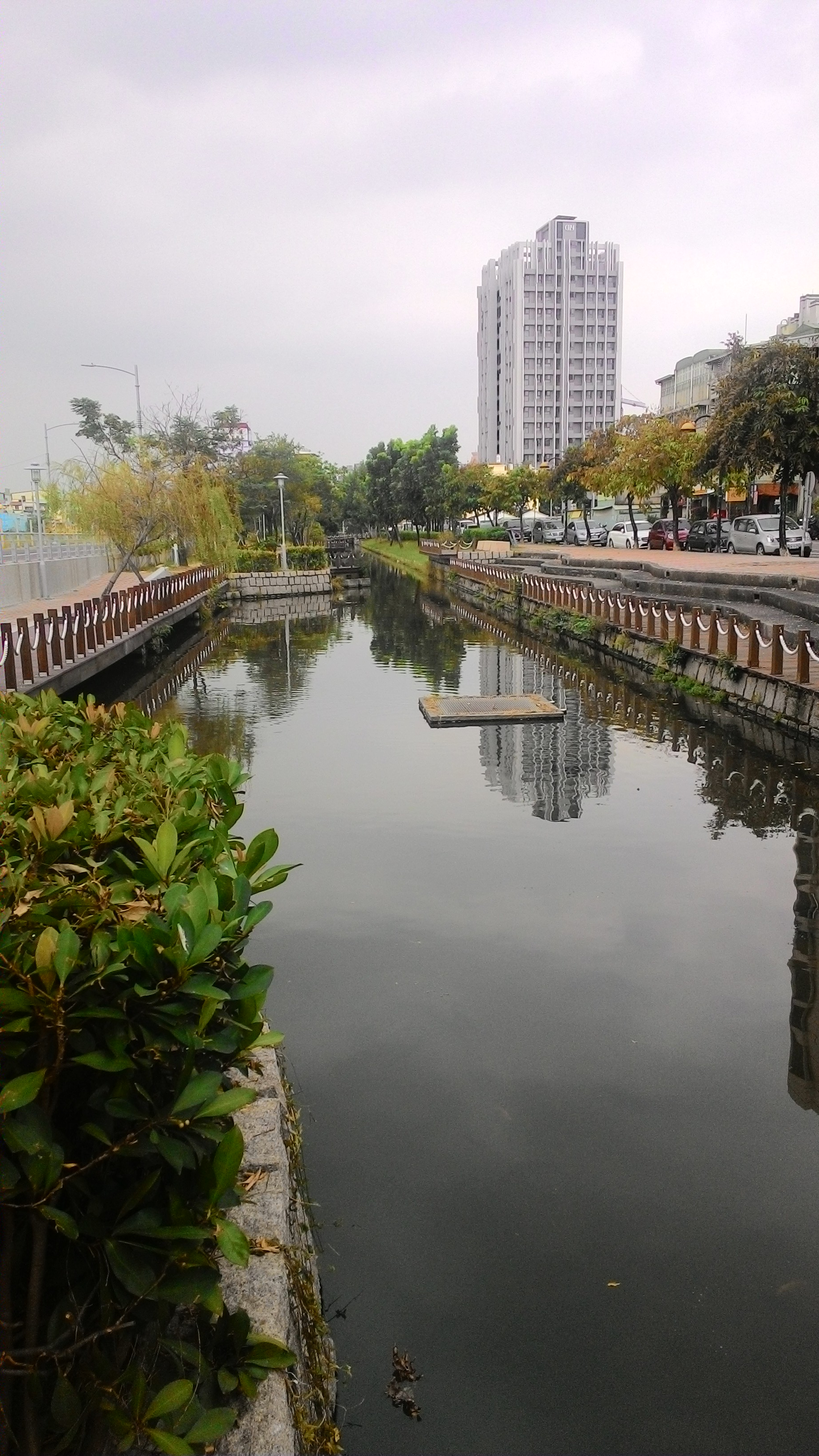
位於鳳山市區的曹公圳親水步道

### 氣候
鳳山區氣候屬於熱帶季風氣候，高溫多雨，年均溫為攝氏26度，降雨量全年1,500～2,000公釐。

### 人口
根據高雄市政府民政局及內政部戶政司統計，2024年底鳳山區戶數約15.1萬戶，人口約35.5萬人，是高雄市人口第一大區，也是南臺灣地區人口最多的三級行政區，在全臺灣所有鄉鎮市區中則排行第七多，全區人口略少於基隆市。區內人口最多與最少的里分別是過埤里與縣口里，2024底兩里人口分別為18,204人與408人。鳳山區人口的年齡構成中，0至14歲人口佔比約11.96%，15至64歲人口佔比約69.44%，65歲以上人口佔比約18.60%。

## 政治

### 歷任首長
| 鳳山鎮時期 | 鳳山鎮時期        | 鳳山鎮時期        | 鳳山鎮時期 | 鳳山鎮時期               |
| ---------- | ----------------- | ----------------- | ---------- | ------------------------ |
| 姓 名      | 就職年月日        | 離職年月日        | 任職時間   | 備註                     |
| 蘇泰山     | 民國35年1月       | 民國35年8月       | 8個月      | 高雄市光復後委派首屆鎮長 |
| 王連生     | 民國35年8月       | 民國38年11月      | 3年03個月  | 鎮民代表間接選舉         |
| 丁添       | 民國38年1月       | 民國40年1月       | 1年07個月  | 鎮民代表間接選舉         |
| 莊天鑒     | 民國40年6月16日   | 民國45年6月16日   | 5年        | 第一屆民選鎮長           |
| 郭登基     | 民國45年6月16日   | 民國49年1月6日    | 3年06個月  |                          |
| 黃鍾靈     | 民國49年1月6日    | 民國57年3月1日    | 8年01個月  |                          |
| 陳義秋     | 民國57年3月1日    | 民國61年6月30日   | 4年04個月  | 第六屆鎮長及第一屆市長   |
| 鳳山市時期 |                   |                   |            |                          |
| 陳義秋     | 民國61年7月1日    | 民國61年12月23日  | 5個月      | 第六屆鎮長及第一屆市長   |
| 賴直謀     | 民國61年12月23日  | 民國62年4月1日    | 3個月      | 代理市長                 |
| 王正和     | 民國62年4月1日    | 民國66年12月30日  | 4年9個月   |                          |
| 陳景星     | 民國66年12月30日  | 民國74年12月30日  | 8年        |                          |
| 許文川     | 民國74年12月30日  | 民國75年2月28日   | 2個月      | 代理市長                 |
| 黃八野     | 民國75年3月1日    | 民國83年2月28日   | 8年        |                          |
| 林龍瑞     | 民國83年3月1日    | 民國87年2月28日   | 4年        |                          |
| 林三郎     | 民國87年3月1日    | 民國95年2月28日   | 8年        |                          |
| 許智傑     | 民國95年3月1日    | 民國99年12月24日  | 4年9個月   |                          |
| 鳳山區時期 |                   |                   |            |                          |
| 許智傑     | 民國99年12月25日  | 民國100年3月1日   | 3個月      |                          |
| 蘇淑慧     | 民國100年3月1日   | 民國100年5月1日   | 3個月      | 代理區長                 |
| 胡俊雄     | 民國100年5月1日   | 民國101年7月11日  | 1年2個月   |                          |
| 王嘉東     | 民國101年7月1日   | 民國103年1月29日  | 1年6個月   |                          |
| 劉勝元     | 民國103年1月29日  | 民國108年3月5日   | 5年1個月   |                          |
| 施維明     | 民國108年3月5日   | 民國111年4月11日  | 3年3個月   |                          |
| 石慶豐     | 民國111年4月11日  | 民國113年11月18日 | 3年        |                          |
| 吳茂樹     | 民國113年11月18日 | 現任              |            |                          |

### 區政組織

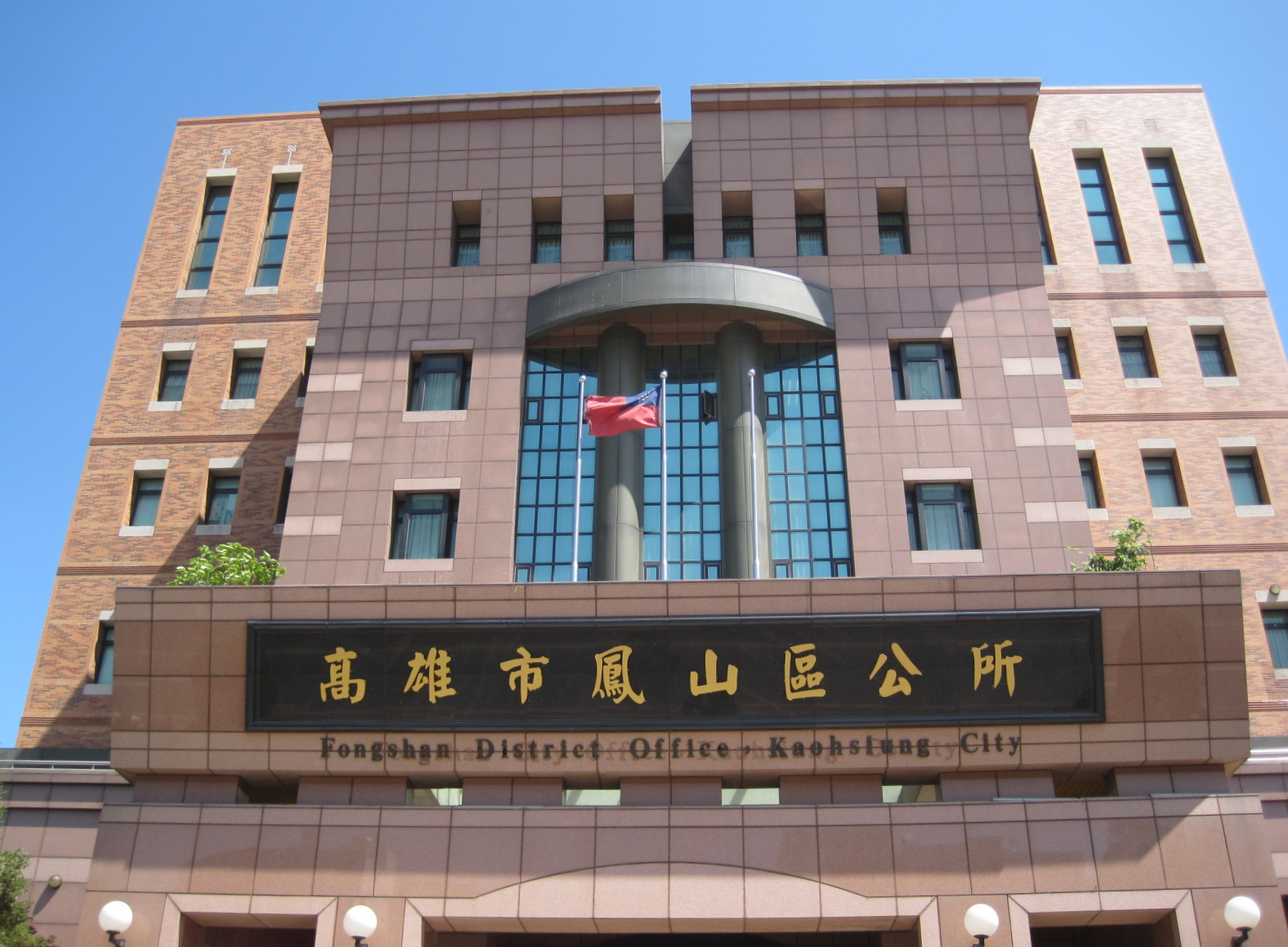
鳳山區公所

鳳山區公所是高雄市政府在鳳山區的派出機關，在中華民國政府架構中為市政府綜理區政的執行機關，上級業務監督機關為高雄市政府。区长由市長任命，其任期為無任期保障。在區長、副區長及主任秘書之下，設有4課4室等8個內部單位。鳳山區為高雄市議會第九選區，在市議會的66席市議員中，鳳山區共選出8席區域市議員（不含平地原住民與山地原住民議員）。

### 行政區劃
本地理區歷年所屬行政區列表
| 起訖年份                                   | 行政區                                                       |
| 清乾隆五十三(1788)年～清光緒二十一(1895)年 | 福建省臺灣府鳳山縣大竹東側、鳳山上北側                       |
| 明治二十八(1895)年～明治二十九(1896)年     | 臺南民政支部鳳山出張所大竹東側、鳳山上北側                   |
| 明治二十九(1896)年～明治三十(1897)年       | 臺南縣鳳山支廳大竹東側、鳳山上北側                           |
| 明治三十(1897)年～明治三十一(1898)年       | 鳳山縣鳳山辦務署大竹東側、鳳山上北側                         |
| 明治三十一(1898)年～明治三十四(1901)年     | 臺南縣鳳山辦務署大竹東側、鳳山上北側                         |
| 明治三十四(1901)年～明治四十二(1909)年     | 鳳山廳七老爺區東側、鳳山區、赤山區南側、空地仔區北側         |
| 明治四十二(1909)年～大正九(1920)年         | 臺南廳鳳山支廳七老爺區東側、鳳山區、赤山區南側、空地仔區北側 |
| 大正九(1920)年～昭和十五(1940)年           | 高雄州鳳山郡鳳山街東側                                       |
| 昭和十五(1940)年～昭和十九(1945)年         | 高雄州鳳山郡鳳山街                                           |
| 民國三十四(1945)年～民國三十五(1946)年     | 高雄縣鳳山區鳳山鎮                                           |
| 民國三十五(1946)年～民國六十一(1972)年     | 高雄縣鳳山鎮                                                 |
| 民國六十一(1972)年～民國九十九(2010)年     | 高雄縣鳳山市                                                 |
| 民國九十九(2010)年～                       | 高雄市鳳山區                                                 |

鳳山區轄有76里：
| 鳳山區行政區劃 |        |      |        |      |        |
|                |        |      |        |      |        |
| 編號           | 里名   | 編號 | 里名   | 編號 | 里名   |
| 1              | 福誠里 | 28   | 武漢里 | 55   | 國隆里 |
| 2              | 福祥里 | 29   | 武慶里 | 56   | 中和里 |
| 3              | 五福里 | 30   | 新強里 | 57   | 協和里 |
| 4              | 福興里 | 31   | 國光里 | 58   | 忠義里 |
| 5              | 大德里 | 32   | 國富里 | 59   | 鎮西里 |
| 6              | 天興里 | 33   | 國泰里 | 60   | 縣口里 |
| 7              | 南和里 | 34   | 和興里 | 61   | 縣衙里 |
| 8              | 鎮南里 | 35   | 誠義里 | 62   | 海光里 |
| 9              | 龍成里 | 36   | 生明里 | 63   | 海風里 |
| 10             | 善美里 | 37   | 誠正里 | 64   | 北門里 |
| 11             | 富甲里 | 38   | 誠智里 | 65   | 武松里 |
| 12             | 一甲里 | 39   | 誠信里 | 66   | 鎮北里 |
| 13             | 富榮里 | 40   | 東門里 | 67   | 新興里 |
| 14             | 南成里 | 41   | 誠德里 | 68   | 鳳崗里 |
| 15             | 二甲里 | 42   | 鳳東里 | 69   | 曹公里 |
| 16             | 過埤里 | 43   | 埤頂里 | 70   | 文華里 |
| 17             | 中榮里 | 44   | 美齡里 | 71   | 忠孝里 |
| 18             | 中民里 | 45   | 中正里 | 72   | 文福里 |
| 19             | 中崙里 | 46   | 瑞竹里 | 73   | 文衡里 |
| 20             | 老爺里 | 47   | 瑞興里 | 74   | 文德里 |
| 21             | 新甲里 | 48   | 鎮東里 | 75   | 文英里 |
| 22             | 正義里 | 49   | 三民里 | 76   | 文山里 |
| 23             | 新樂里 | 50   | 和德里 | 77   | 忠誠里 |
| 24             | 新泰里 | 51   | 南興里 | 78   | 光明里 |
| 25             | 海洋里 | 52   | 成功里 | 79   | 保安里 |
| 26             | 新富里 | 53   | 興仁里 |      |        |
| 27             | 新武里 | 54   | 興中里 |      |        |

### 立法委員
鳳山區立法委員選舉按中華民國現行選制，全區同屬一個立法委員選區高雄市第七選舉區，得選出一位立法委員。現任鳳山選區所選出的立法委員，是2012年立法委員選舉選出的民主進步黨籍許智傑，其後也分別在2016年、2020年及2024年立委選舉中連任。

### 機關

#### 中央政府
- 總統府南部辦公室
- 內政部警政署警察通訊所高雄分所
- 交通部公路局高雄區監理所
- 財政部高雄國稅局鳳山分局
- 法務部調查局高雄市調查處鳳山辦公室
- 文化部國家表演藝術中心衛武營藝術文化中心
- 國防部陸軍司令部陸軍步兵訓練指揮部
- 國防部主計局國軍高雄財務處
- 國防部國軍南部地區人才招募中心鳳山招募站
- 勞動部勞動力發展署高屏澎東分署鳳山就業中心
- 勞動部勞工保險局高雄市第二辦事處
- 農業部農業試驗所鳳山熱帶園藝試驗分所
- 國軍退除役官兵輔導委員會高雄市榮民服務處鳳山辦公室
- 環境部環境管理署南區環境督察大隊
- 海洋委員會海巡署偵防分署鳳山查緝隊
- 高雄市選舉委員會
- 臺灣高雄地方法院鳳山辦公室
  - 鳳山簡易庭
- 中華民國審計部高雄市審計處

#### 地方政府
- 高雄市政府鳳山行政中心
  - 民政局
  - 觀光局
  - 教育局
  - 水利局
  - 海洋局
  - 農業局
  - 原住民事務委員會
- 高雄市議會
- 高雄市稅捐稽徵處
  - 鳳山分處
- 高雄市政府地政局鳳山地政事務所
- 高雄市政府交通局交通事件裁決中心鳳山辦公室
- 高雄市政府交通局國泰、五甲拖吊場
- 高雄市政府社會局鳳山新移民家庭服務中心
- 高雄市政府警察局保安警察大隊
- 高雄市政府警察局刑事警察大隊
- 高雄市政府警察局交通警察大隊鳳山分隊、國泰拖吊分隊
- 高雄市政府警察局鳳山分局
- 高雄市政府消防局鳳山辦公室
- 高雄市政府消防局第三救災救護大隊
  - 第一中隊
    - 鳳山、鳳翔、五甲分隊
- 高雄市政府勞工局訓練就業中心鳳山服務站
- 高雄市政府工務局違章建築處理大隊鳳山辦公室
- 高雄市政府工務局養護工程處鳳山養護工程隊
- 高雄市政府水利局鳳山溪汙水處理廠
- 高雄市政府環境保護局北鳳山、南鳳山清潔隊
- 高雄市政府農業局動物保護處
- 高雄市政府避難收容暨備災訓練中心（與中華民國紅十字會合作成立）
- 高雄市鳳山區公所
- 高雄市鳳山區戶政事務所
- 高雄市鳳山區衛生所、第二衛生所

## 文化

### 文化資產
國定（文化部轄）
- 古蹟：龍山寺、原日本海軍鳳山無線電信所

市定（文化局轄）
- 古蹟：鳳儀書院、鳳山縣城殘蹟（包含東便門及東福橋、訓風砲台、平成砲台、澄瀾砲台）
- 歷史建築：原臺灣總督府農業試驗所鳳山熱帶園藝試驗支所辦公廳舍
- 文化景觀：黃埔新村

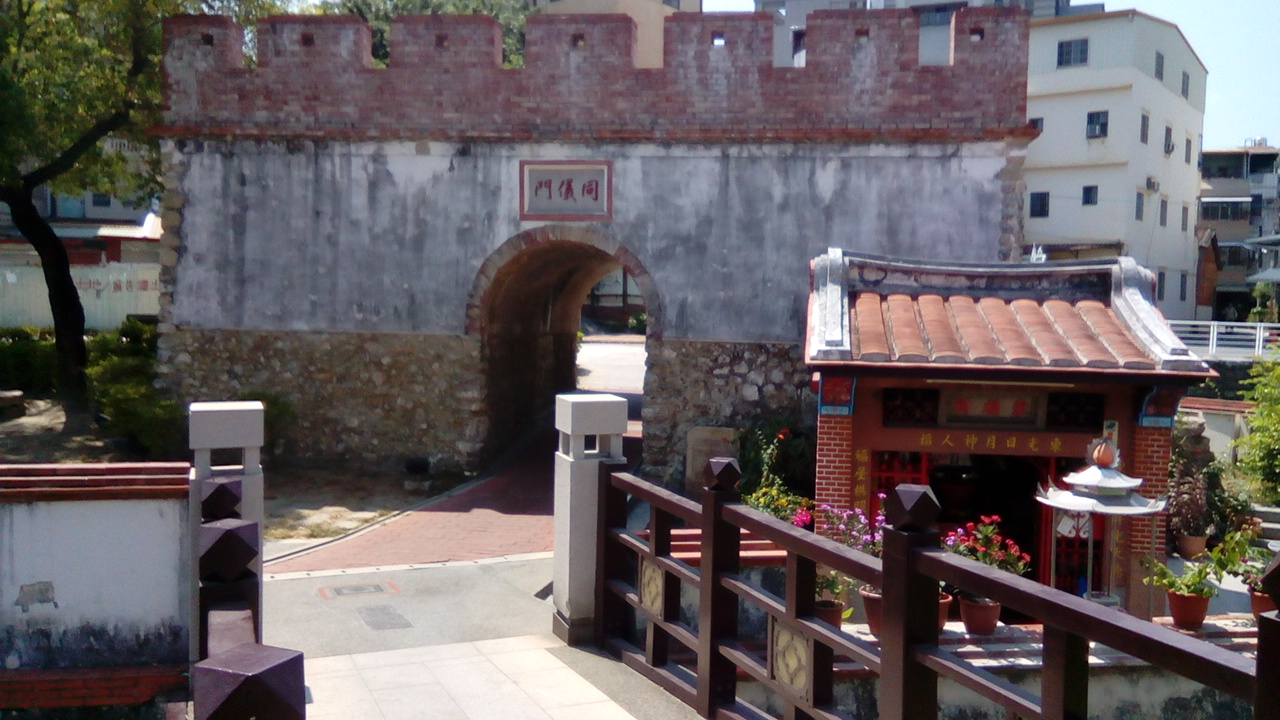
鳳山同儀門
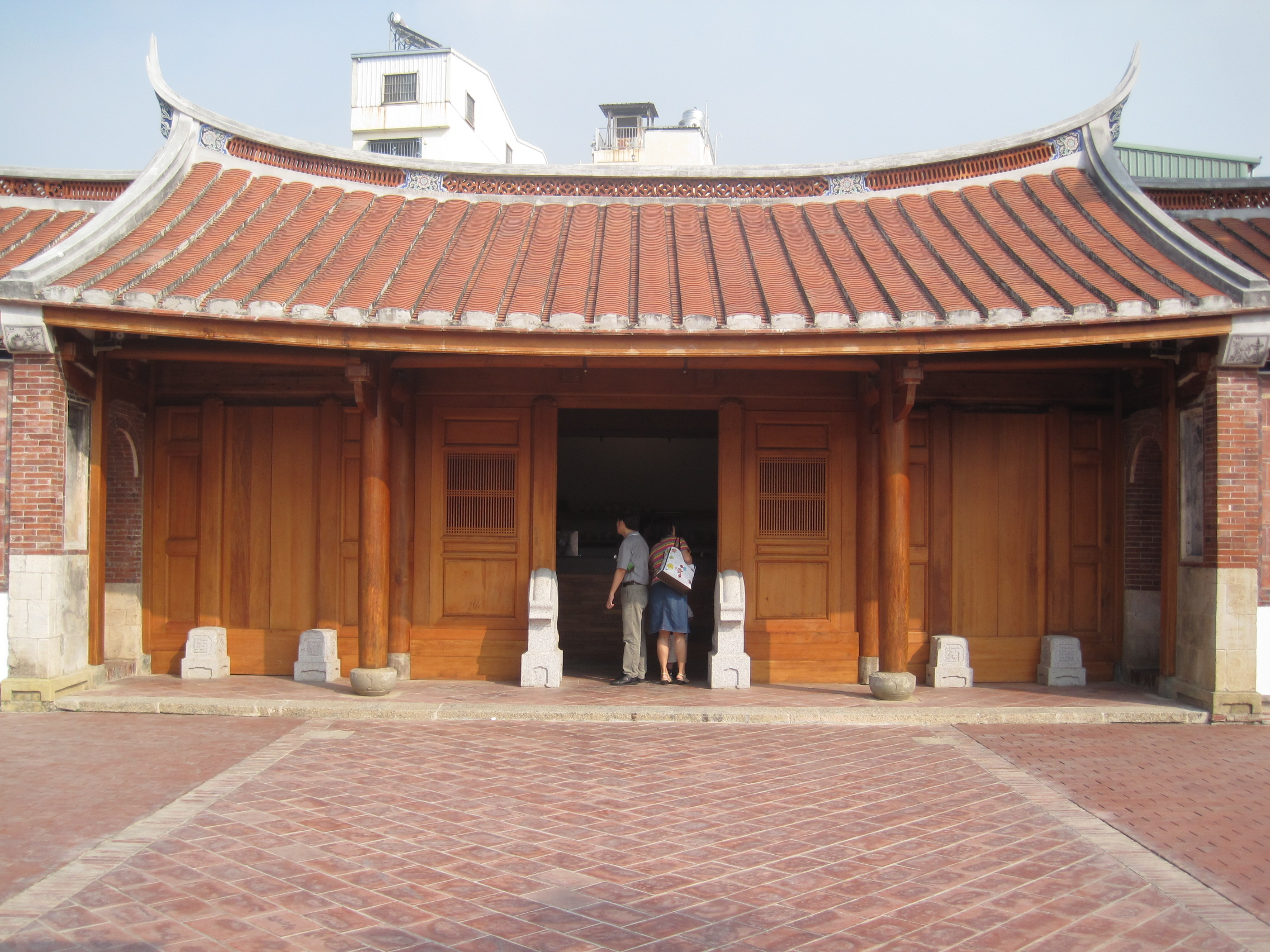
鳳儀書院

### 宗教信仰

#### 道教與民間信仰
鳳山四大古廟與曹公廟
| 廟宇名稱     | 創建年份 | 主祀神明           | 地址                 | 備註               |
| 鳳山四大古廟 |          |                    |                      |                    |
| 鳳山龍山寺   | 1764     | 觀音佛祖           | 鳳山區中山路7號      | 國定古蹟           |
| 雙慈殿       | 明鄭時期 | 觀音佛祖、天上聖母 | 鳳山區三民路285之1號 | 西元1753年增建前殿 |
| 鳳山城隍廟   | 1800     | 城隍尊神           | 鳳山區鳳明街66號     |                    |
| 開漳聖王廟   | 1770     | 開漳聖王           | 鳳山區忠義街132號    | 位在竹巷           |
| 曹公廟       |          |                    |                      |                    |
| 曹公廟       | 1860     | 曹謹               | 鳳山區曹公路25號     | 原為「曹公祠」     |

其他地區
| 區域                                          | 廟宇名稱         | 創建年份 | 主祀神明                   | 地址                  | 備註                                          |
| 五甲、一甲、新甲、 七老爺、中崙               | 五甲龍成宮       | 1886     | 天上聖母 清水祖師 戴府元帥 | 五甲二路730巷6號      | 俗稱「五甲媽祖廟」 主祀神明合稱「三境主」     |
| 五甲、一甲、新甲、 七老爺、中崙               | 五甲順南宮       | 1971     | 順天聖母                   | 南成里林森路146之2號  |                                               |
| 五甲、一甲、新甲、 七老爺、中崙               | 五甲代天府       | 略       | 五府千歲                   | 五福二路72號          | 分靈自「七股頂山代天府」                      |
| 五甲、一甲、新甲、 七老爺、中崙               | 五甲協善心德堂   | 1915     | 觀世音菩薩 關聖帝君        | 五甲二路722號         | 又稱「五甲關帝廟」 鳳邑十一鸞堂之一           |
| 五甲、一甲、新甲、 七老爺、中崙               | 一甲美泰宮       | 1972     | 天上聖母                   | 南昌街23號            |                                               |
| 五甲、一甲、新甲、 七老爺、中崙               | 新甲北極殿       | 1868     | 玄天上帝                   | 武營路209號           |                                               |
| 五甲、一甲、新甲、 七老爺、中崙               | 七老爺雷府大將廟 | 1857     | 雷府五位大將公             | 五甲一路732號         |                                               |
| 五甲、一甲、新甲、 七老爺、中崙               | 中崙武聖廟       | 略       | 關聖帝君                   | 中崙一路496巷25弄2號  |                                               |
| 道爺廍、灣子頭、新仔、 下菜園、竹巷、白大路仔 | 鳳山鎮南宮       | 略       | 孚佑帝君                   | 和興街189號           | 位在道爺廍 又名「鳳山仙公廟」                 |
| 道爺廍、灣子頭、新仔、 下菜園、竹巷、白大路仔 | 鳳山天公廟       | 1798     | 玉皇大帝                   | 光明路151號           |                                               |
| 道爺廍、灣子頭、新仔、 下菜園、竹巷、白大路仔 | 鳳邑保興宮       | 1971     | 保生大帝                   | 自由路138號           | 延靈自「學甲慈濟宮」                          |
| 道爺廍、灣子頭、新仔、 下菜園、竹巷、白大路仔 | 鳳邑新復寺       | 1892     | 觀音佛祖                   | 新生街60之5號         | 位在新庄子（今光復路一帶）                    |
| 道爺廍、灣子頭、新仔、 下菜園、竹巷、白大路仔 | 百姓福德宮       | 略       | 百姓公 福德正神            | 王生明路150之6號      | 位在灣子頭                                    |
| 道爺廍、灣子頭、新仔、 下菜園、竹巷、白大路仔 | 下菜園田南宮     | 1937     | 田都元帥                   | 和興里樂園街8號       | 延靈自「學甲大灣清濟宮」                      |
| 道爺廍、灣子頭、新仔、 下菜園、竹巷、白大路仔 | 鳳德三子亭       | 1966     | 中壇元帥                   | 信義街303之1號        | 位在竹巷（今自由路以北）                      |
| 道爺廍、灣子頭、新仔、 下菜園、竹巷、白大路仔 | 鳳邑西園宮       | 1770     | 劉府千歲                   | 興仁里中山路229巷10號 | 位在白大路仔（今體育路）                      |
| 想思林、竹仔腳、埤頂                          | 鳳邑省化社喚善堂 | 1963     | 王天君                     | 瑞興路180號           | 又稱「豁落靈官殿」                            |
| 想思林、竹仔腳、埤頂                          | 想思林瑞安宮     | 略       | 天上聖母                   | 中山東路213巷5號      | 俗稱想思媽 分靈自「祀典大天后宮」             |
| 想思林、竹仔腳、埤頂                          | 竹仔腳北極殿     | 1932     | 玄天上帝                   | 瑞興路65號            | 位在竹子腳                                    |
| 想思林、竹仔腳、埤頂                          | 鳳山代天府       | 1961     | 五府千歲                   | 中山東路229巷22之1號  | 位在竹子腳 李府千歲分靈自「北門三寮灣東隆宮」 |
| 想思林、竹仔腳、埤頂                          | 埤頂鎮南宮       | 1916     | 劉府三王公                 | 鳳埤街58號            |                                               |
| 想思林、竹仔腳、埤頂                          | 鳳邑鎮安宮       | 1912     | 關聖帝君                   | 中山路30號            |                                               |
| 想思林、竹仔腳、埤頂                          | 鳳邑福德宮       | 1777     | 福德正神                   | 鎮東里鎮東街37號      |                                               |
| 赤山、牛稠埔、北門仔                          | 赤山文衡殿       | 1795     | 關聖帝君                   | 文殿街2號             | 俗稱「赤山廟」                                |
| 赤山、牛稠埔、北門仔                          | 赤山神農宮       | 1983     | 神農大帝                   | 文殿街110號           | 分靈自「大社三奶壇青雲宮」                    |
| 赤山、牛稠埔、北門仔                          | 赤山文農宮       | 略       | 神農大帝                   | 文南街125號           |                                               |
| 赤山、牛稠埔、北門仔                          | 鳳邑誠心社明善堂 | 1954     | 不詳                       | 文殿街2號             | 鳳邑十一鸞堂之一 赤山文衡殿2樓                |
| 赤山、牛稠埔、北門仔                          | 牛稠埔北辰宮     | 1946     | 巫府千歲                   | 鎮北里北辰街1號       |                                               |
| 赤山、牛稠埔、北門仔                          | 鳳邑福能宮       | 略       | 福德正神                   | 鳳松路20巷6號         | 位在北門仔                                    |
| 過埤、牛寮、頂、田中央                        | 過埤福德宮       | 略       | 福德正神                   | 過埤路51巷19之1號     |                                               |
| 過埤、牛寮、頂、田中央                        | 過埤鳳南宮       | 1963     | 池府千歲                   | 過雄街52巷31號之1號   |                                               |
| 過埤、牛寮、頂、田中央                        | 過埤真君宮       | 略       | 保生大帝                   | 頂新一街88號          |                                               |
| 過埤、牛寮、頂、田中央                        | 牛寮代德宮       | 略       | 池府千歲                   | 國慶九街25之1號       |                                               |

#### 佛教

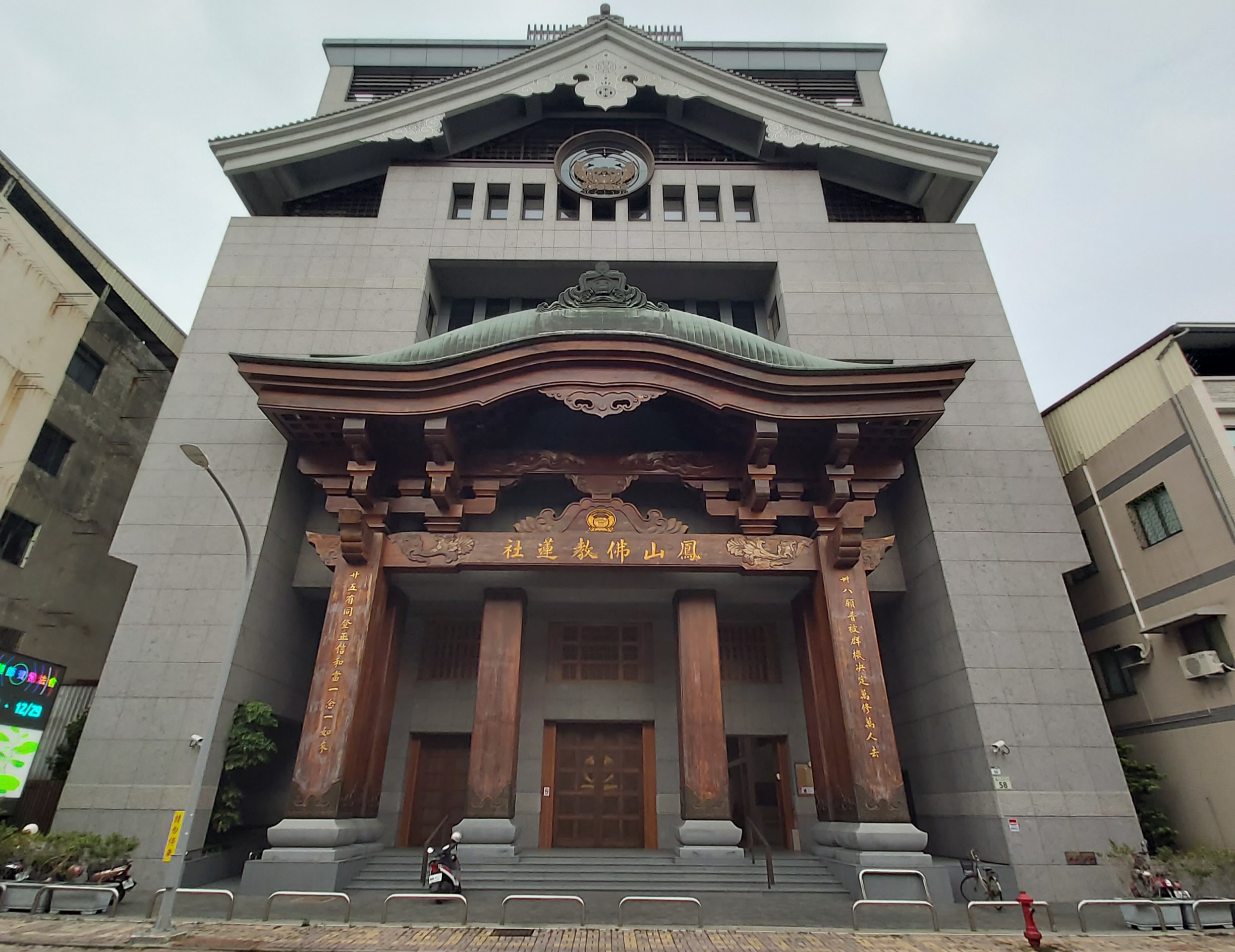
鳳山佛教蓮社
- 鳳山明善寺
- 鳳山法元寺
- 紫竹林精舍
- 佛光山鳳山講堂

- 鳳山佛教蓮社

- 中台禪寺普慶精舍

#### 基督宗教
| 宗派                             | 教會（禮拜堂 / 聖堂） |
| -------------------------------- | --- |
| 天主教                           | 耶穌君王堂、耶穌善牧堂、耶穌聖體堂 |
| 路德宗（信義會）                 | 臺灣信義會（鳳山感恩堂、基督堂） |
| 歸正宗長老會（臺灣基督長老教會） | 鳳山教會、五甲教會、一甲教會、中崙教會、文山教會、東門教會、西門教會、南門教會、北門教會                                                                                   |
| 浸禮宗（浸信會）                 | 鳳山浸信會、五甲基督浸信會、中華基督教澄清湖浸信會、武昌鳳山教會、浸宣南京教會                                                                                             |
| 循道宗（衛理會）                 | 基督教中華循理會（鳳山教會、忠義教會、文山教會、中崙教會、前庄教會）、鳳山衛理堂                                                                                             |
| 神召會                           | 鳳山神召會 |
| 召會                             | 高雄市召會（曹公路會所、瑞光街會所、文化西路會所、自由路會所、新富路會所）                                                                                                 |
| 靈糧堂                           | 鳳山活泉靈糧堂、華鳳新曙光靈糧堂、真美好靈糧堂 |
| 其他                             | 基督教拿撒勒人會鳳山教會、財團法人臺灣鎮海基督教會鳳山教會、財團法人高雄基督教會、基督教中華傳道會鳳山聖恩堂、臺灣聖教會鳳山教會、鳳山教會錫安堂、基督復臨安息日會鳳山教會 |

## 教育

### 高級中等學校
- 國立鳳山高級中學
- 國立鳳新高級中學
- 國立鳳山高級商工職業學校
- 高雄市立福誠高級中學
- 高雄市私立正義高級中學
- 高雄市私立茗馮特殊教育學校

### 國民中學
- 高雄市立鳳山國民中學
- 高雄市立五甲國民中學
- 高雄市立忠孝國民中學
- 高雄市立福誠高級中學國中部
- 高雄市立鳳甲國民中學
- 高雄市立中崙國民中學
- 高雄市私立正義高級中學國中部
- 高雄市立青年國民中學
- 高雄市立鳳西國民中學
- 高雄市立鳳翔國民中學

### 國民小學
- 高雄市鳳山區鳳山國民小學
- 高雄市鳳山區大東國民小學
- 高雄市鳳山區文華國民小學
- 高雄市鳳山區中山國民小學
- 高雄市鳳山區中崙國民小學
- 高雄市鳳山區五福國民小學
- 高雄市鳳山區南成國民小學
- 高雄市鳳山區曹公國民小學
- 高雄市鳳山區瑞興國民小學
- 高雄市鳳山區誠正國民小學
- 高雄市鳳山區鳳翔國民小學
- 高雄市鳳山區文山國民小學
- 高雄市鳳山區文德國民小學
- 高雄市鳳山區中正國民小學
- 高雄市鳳山區五甲國民小學
- 高雄市鳳山區正義國民小學
- 高雄市鳳山區忠孝國民小學
- 高雄市鳳山區新甲國民小學
- 高雄市鳳山區過埤國民小學
- 高雄市鳳山區福誠國民小學
- 高雄市鳳山區鳳西國民小學
- 高雄市鳳山區鎮北國民小學

### 軍事院校
- 中華民國陸軍軍官學校
- 中正國防幹部預備學校

## 醫療院所
（僅列醫院評鑑等級合格以上醫院）
地區醫院
- 市立鳳山醫院（委託財團法人高雄長庚醫院經營，醫院評鑑合格）[41]
- 大東醫院（醫院評鑑合格）[42]
- 新高鳳醫院（醫院評鑑合格）
- 優生婦產科醫院（醫院評鑑合格）
- 惠德醫院（醫院評鑑合格）
- 仁惠婦幼醫院（醫院評鑑合格）
- 杏和醫院（醫院評鑑合格）
- 國軍高雄總醫院（鄰近）（醫院評鑑合格）[43]

## 交通

### 鐵路
臺灣鐵路公司
- 屏東線：鳳山車站

高雄捷運
- 高運量捷運系統
  - █ 紅線：R5前鎮高中站（捷運站體雖位在前鎮區，但與鳳山五甲僅隔前鎮河），另捷運紅線於前鎮高中＝草衙段一小段鳳山區區域但未設站
  - █ 橘線：O11鳳山西站（市議會）－O12鳳山站－O13大東站－O14鳳山國中站
- 中運量捷運系統
  - █ 黃線（興建中）
    - 澄清五甲線：Y17正義站－Y18衛武營站－Y19－Y20－Y21－Y22
- 輕軌運輸系統
  - █ 環狀輕軌：C36凱旋二聖站
- 系統待定
  - █ 綠線（規劃中）
  - █ 屏東線（規劃中）
  - █ 大寮林園線（規劃中）
  - █ 鳳山本館線（規劃中）

### 公車客運
幹線公車
- 小港幹線（69）：小港站－小港警分局－小港高中－小港醫院－高雄餐旅大學－小港農田水利工作站－草衙站－前鎮高中站－凱旋站/前鎮之星站－獅甲站－市府四維行政中心－高雄高商－新興高中－中央公園站－美麗島站－高雄車站
- 三多幹線（70）：前鎮站－夢時代站－市立圖書總館－大遠百（三多商圈站）－新光三越－國際商工－三信家商－國軍高雄總醫院（衛武營站）－建軍站/衛武營站（往前鎮單邊設站）－市府鳳山行政中心－正修科技大學（－澄清湖）－長庚醫院
- 建國幹線（88）：黃埔公園－鳳山轉運站－鳳山西站－建軍站/衛武營站（往高雄單邊設站）－市府鳳山行政中心－聖功醫院－道明中學－高雄車站－高雄中學－鹽埕埔站
- 百貨幹線（100）：瑞豐站－鳳山工業區（高雄區監理所）－三信家商－國際商工－新光三越－大遠百（三多商圈站）－八五大樓－漢神百貨－大立百貨－中央公園站－美麗島站－高雄車站－三民區公所－凹仔底站－巨蛋站－漢神巨蛋
- 明誠幹線（紅33）：先勝路口－海青工商－內惟派出所－美術館車站－美術館（中華藝校）－凹子底站－大樂購物中心－三民高中－鳳山商工－鳳山車站
- 捷運黃線先導公車（黃2）
  - A：前鎮高中－前鎮高中站－瑞豐站－鳳新高中－衛武營藝術文化中心－建軍站/衛武營站（往長庚單邊設站）－國軍高雄總醫院（衛武營站）－市府鳳山行政中心（－圓山飯店）－正修科技大學－長庚醫院－澄清勞工育樂中心－澄清湖棒球場－忠誠路口
  - B、C：小港站－小港區公所－佛公－前鎮高中－前鎮高中站－五甲－瑞豐站－鳳新高中－衛武營藝術文化中心－建軍站/衛武營站（往長庚單邊設站）－市府鳳山行政中心（－圓山飯店）－正修科技大學－長庚醫院－澄清勞工育樂中心－澄清湖棒球場－忠誠路口

次幹線公車
- 52A：建軍站/衛武營站－市議會－鳳山西站－國軍高雄總醫院（衛武營站）－三信家商－國際商工－凱旋醫院－文化中心站－高雄高商－新興高中－中央公園站－美麗島站－高雄車站
- 248：建軍站/衛武營站－國軍高雄總醫院（返程不設站）－市府鳳山行政中心（返程不設站）－婦幼館（鳳山高中）－鳳山車站－鳳山高中－建軍站/衛武營站（返程站設於澄清路）－國軍高雄總醫院（衛武營站）－中正高中－苓雅運動園區站－五塊厝站－文化中心－文化中心站－信義國小站－新興區公所－高雄車站－美麗島站－市議會（舊址）站－西子灣站/哈瑪星站－鼓山輪渡站
- 紅10
  - A：前鎮高中－前鎮高中站－七老爺－中崙
  - B：前鎮高中－前鎮高中站－七老爺－許厝－鳳山轉運站/大東站（－鳳山車站）
- 紅21：建軍站/衛武營站－國軍高雄總醫院－鳳山行政中心－道明中學－文化中心站－民生醫院－長青服務中心－四維行政中心－三多商圈站
- 橘12：中崙－七老爺－鳳新高中－鳳山西站－正修科技大學－澄清湖－文山高中－長庚醫院
- 橘16：鳳山車站－鳳山轉運站/大東站－鳳山熱帶園藝試驗所－澄清湖棒球場－澄清勞工育樂中心－長庚醫院－鳥松區公所－仁武區公所－仁武高中（－大社區公所）

社區公車
- 5：鳳山轉運站/大東站－高客鳳山站－鳳山車站－鳳山站－婦幼館（鳳山高中）－牛稠埔－三叢竹－鳥松－關帝廟
- 11：瑞豐站－鳳新高中－三信家商－國際商工－漢神百貨－高雄女中－鹽埕埔站－鼓山車站－鼓山高中
- 23：高客鳳山站－鳳山車站－鳳山轉運站/大東站－仁美－坔埔－圓照寺（－文山高中）
- 25：瑞豐站－許厝－七老爺－一甲－五甲－瑞祥高中－凱旋瑞田站－凱旋站/前鎮之星站－獅甲站－市府四維行政中心－高雄高商－新興高中－大立百貨－高雄女中－歷史博物館－高雄地方法院
- 30：小港站－小港警分局－小港高中－小港醫院－高雄餐旅大學－小港農田水利工作站－中正預校－市議會－市府鳳山行政中心－正修科技大學－長庚醫院
- 73：建軍站/衛武營站（－鳳山高中）－科工館－中央保險署高屏業務組－高雄車站－聯合醫院－中華藝校（－鼓山高中）－海青工商－左營南站－左營區農會－左營區公所－左營高中
- 81：瑞豐站－高雄區監理所（－鳳新高中）－三信家商－五塊厝站－樹德家商－高雄高工－高雄應用科技大學－育英醫專
- 83：中崙社區－瑞豐站－籬仔內站－大遠百（三多商圈站）－高雄女中－高雄車站（中山路）
- 87：鳳山轉運站/大東站－誠義里－中正預校－中崙－鳳新高中－高客鳳山站－鳳山車站－鳳山站－鳳山高中－市府鳳山行政中心（往鳳山轉運站單邊設站）－國軍高雄總醫院（往鳳山轉運站單邊設站）－建軍站/衛武營站
- 紅7B：后安路－草衙站－高雄捷運公司－孔宅
- 紅11：過埤派出所－鳳山第二衛生所－前鎮高中站－前鎮高中－樹人路
- 橘7
  - A：建軍站/衛武營站－國軍高雄總醫院－市府鳳山行政中心－婦幼館（鳳山高中）－大潤發鳳山店－鳳山商工－正修科技大學－澄清勞工育樂中心－澄清湖棒球場－長庚醫院－鳥松區公所－九曲堂車站－舊鐵橋濕地（－大樹區公所）
  - B：建軍站/衛武營站－國軍高雄總醫院－市府鳳山行政中心－婦幼館（鳳山高中）－大潤發鳳山店－鳳山商工－正修科技大學－澄清勞工育樂中心－澄清湖棒球場－長庚醫院－鳥松區公所－大樹區農會－大樹區公所－佛陀紀念館
  - C：高雄客運鳳山站－鳳山站－鳳山高中－市府鳳山行政中心－正義車站－澄清湖－正修科技大學－澄清勞工育樂中心－澄清湖棒球場－長庚醫院－鳥松區公所－仁美－大樹區公所－大樹
- 橘8：建軍站/衛武營站－市府鳳山行政中心－市議會－鳳山車站－鳳山自來水公司－鳳山區公所－鳳山轉運站/大東站－中正預校－過埤派出所
- 橘10：建軍站/衛武營站－市府鳳山行政中心－鳳山商工－鳳山國中站－鳳山轉運站/大東站
- 橘11
  - A：高客林園站－林園區公所－中厝－林內－昭明－潭公－輔英科大－鳳山國中站－鳳山轉運站/大東站－高客鳳山站－鳳山車站－鳳山站－鳳山高中－建軍站/衛武營站
  - B：高客林園站－林園區公所－中厝－林內－昭明－潭公－輔英科大－鳳山國中站－鳳山轉運站/大東站－鳳山車站－鳳山站－鳳山西站－建軍站/衛武營站
- 橘18
  - 主：義大世界－婦幼館（鳳山高中）－鳳山車站－鳳山轉運站/大東站－鳳陽社區
  - A：義大世界－仁武區公所－澄清湖棒球場－長庚醫院－鳳山車站－鳳山轉運站/大東站
- 8505：義大世界－苓雅運動園區站－國軍高雄總醫院（衛武營站）－鳳新高中－福誠高中－前鎮高中（前鎮高中站）
- 大樹祈福線：鳳山車站－鳳山轉運站/大東站－九曲堂車站－佛陀紀念館

長途客運
- 高雄客運
  - 8001：歷史博物館－鳳山－林園
  - 8010：建國站－鳳山－佛光山－旗山北站
  - 8010區間：鳳山轉運站－佛光山－旗山北站
  - 8021：高雄客運鳳山站－彌陀國小
  - 8041A：林園站－鳳山－自立十全路口
  - 8041C：高雄客運鳳山站－澄清湖－岡山－茄萣站
  - 8048：捷運都會公園站－楠梓－鳳山－屏東轉運站
  - 8049：崗山頭－岡山－楠梓－澄清湖－高雄客運鳳山站

屏東縣市區公車
- 高雄客運
  - 512：鳳山轉運站－內埔－屏東科技大學

### 公路
- 國道
  - 國道1號（中山高速公路）

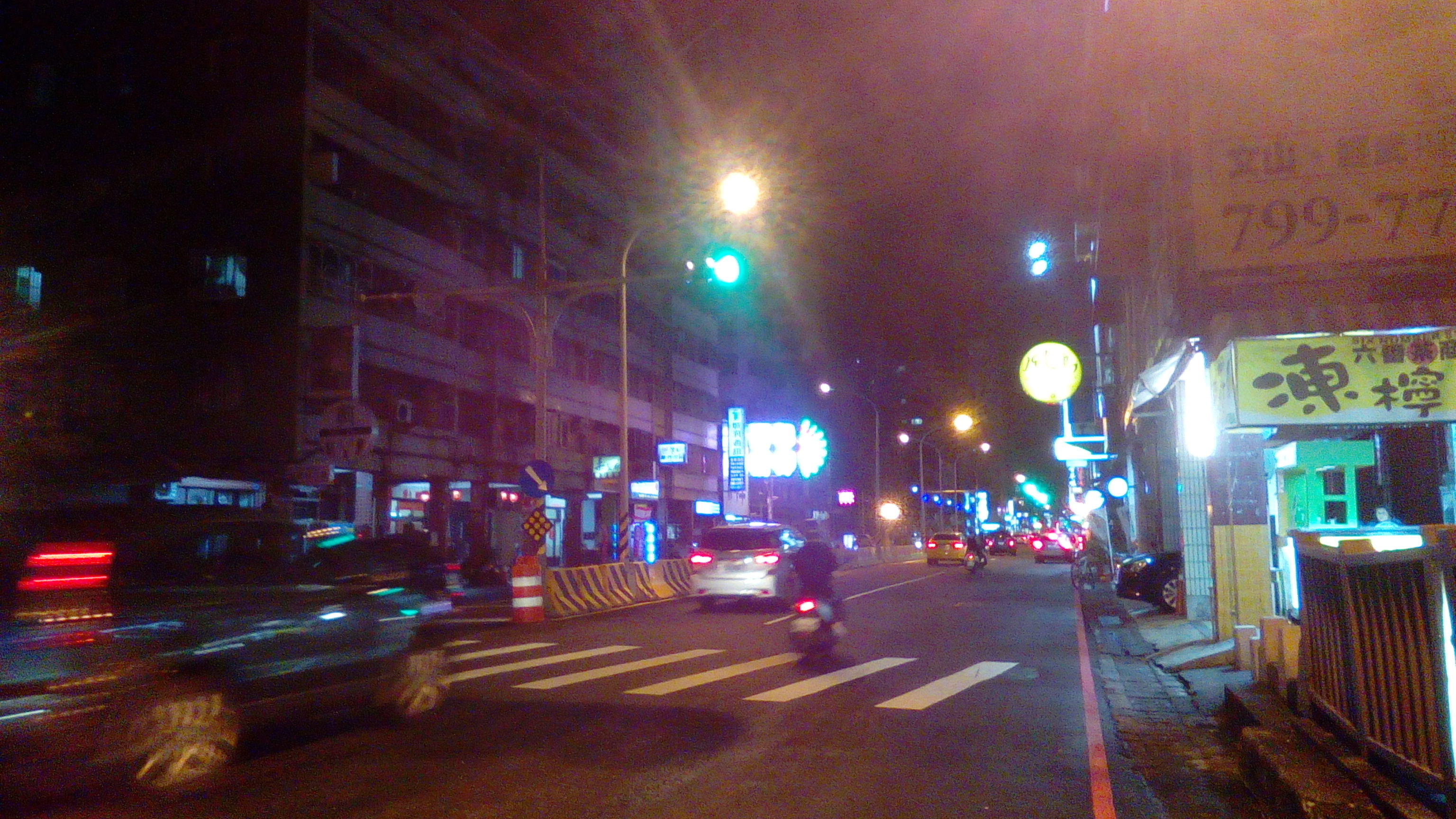
拆除改建後的青年陸橋

    - 瑞隆路出口匝道（369）：瑞隆路、鳳山、前鎮
    - 五甲系統交流道（370，連接臺88線，僅南出北入）
    - 五甲交流道（371，僅南入北出）：五甲路、鳳山、五甲、大寮
- 省道
  - 臺88線（高雄－潮州快速公路）：鳳山交流道
  - 臺1線（縱貫公路）：[三民]九如路←建國路→[大寮]大漢路
    - 臺1戊線：[苓雅]建國一路←中山西路－光遠路－中山東路→[大寮]鳳屏一路

  - 臺17線：中山四路一小段屬鳳山區
  - 臺25線（鳳林公路）：經武路（起點：經武建國路口）－光遠路－中山東路－仁愛路－鳳林路→[大寮]鳳林四路
- 市道
  - 市道183號：[鳥松]中正路←鳳松路－經武路－維新路 －五甲路－媽祖港橋→[前鎮]鎮中路
    - 市道183甲線：中山路（起點：中山維新路口）－王生明路－鳳頂路→[小港]中安路
    - 市道183乙線：[三民]澄清路←澄清路（終點：澄清光復路口）

  - 市道188號：南華路（起點：南華五甲路口）－南華一路－過埤路→[大寮]六和路
- 區道
  - 高60：鳳仁路（起點：鳳仁經武路口）→[鳥松]美山路
  - 高62：光復路（起點：光復澄清路口；終點：光復經武路口）
  - 高69：澄清路（起點：澄清光復路口）－國泰路二段－國泰路一段－中崙一路－中崙路－中崙五路－保南二路
    - 高69-1：瑞隆東路－油管路－凱旋路

### 郵政
郵局
- 83054 鳳山郵局（高雄96支）：中山東路86-2號
- 83059 陸軍官校郵局（高雄97支）：維武路1號
- 83053 澄清湖郵局（高雄99支）：青年路二段634、636號
- 83001 鳳山行政中心郵局（高雄101支）：光復路二段132號
- 83052 鳳山文山郵局（高雄102支）：文衡路236號
- 83065 鳳山大東郵局（高雄104支）：大東一路122、124號
- 83088 鳳山五甲郵局（高雄105支）：五甲三路45號
- 83050 鳳山工協郵局（高雄106支）：勝利路50號
- 83082 鳳山一甲郵局（高雄108支）：五甲二路87、89、91號
- 83062 鳳山鳳松路郵局（高雄109支）：鳳松路11號
- 83072 鳳山新甲郵局（高雄111支）：大明路39、41號
- 83075 鳳山新富郵局（高雄113支）：新富路391號
- 83058 鳳山三民路郵局（高雄117支）：三民路289號
- 83095 鳳山中崙郵局（高雄122支）：中崙路576號
- 83093 鳳山過埤郵局（高雄123支）：過埤路114號
- 83046 鳳山鎮北郵局（高雄124支）：經武路166、168號

郵政代辦所
- 83001 鳳山光復路郵政代辦所：光復路二段325號
- 83053 鳳山豬腹內郵政代辦所：中山東路208號
- 83057 鳳山花園街郵政代辦所：花園街50號

## 景點與場館設施

### 藝文場館
- 衛武營國家藝術文化中心
- 大東文化藝術中心

### 公園
- 衛武營都會公園
- 大東濕地公園
- 鳳山體育園區
  - 鳳山體育館、鳳山田徑場、鳳山游泳池、鳳凌廣場
  - 鳳西運動公園：鳳西網球場、鳳西溜冰場、鳳西羽球館
- 鳳山新強公園：鳳山沙灘排球場、鳳山慢速壘球場
- 保安濕地公園
- 五甲公園

- 鳳山熱帶園藝試驗分所
- 婦幼青少年活動中心
- 高雄市立圖書館鳳山二館、鳳山曹公分館、中崙分館、大東藝術圖書館
- 鳳山地方文化館
- 臺糖鳳山園藝休閒農場
- 水科技教育館
- 曹公巨樹（曹公國小內部）

### 紀念
- 抗戰勝利暨台灣光復五十週年紀念碑

## 市場/購物商場
零售市場
- 公有
  - 鳳山第一市場、鳳山第二市場、鳳農市場
- 民有
  - 東門市場、中華市場、鳳山共同市場、五甲國宅市場、光榮市場、南門市場、大明市場、自由市場、北門市場、五福市場、五甲市場

百貨公司
•大統百貨公司•LaLaport高雄（規劃中）
大賣場
- 家樂福：鳳山店、五甲店
- 大潤發：鳳山店

bn
大型專門店
- 特力屋：鳳山店
- 迪卡儂：高雄鳳山店

超市
- 全聯福利中心：鳳山五甲店、鳳山平等店、鳳山中山店、鳳山瑞隆店、鳳山光復店、鳳山青年店、鳳山青年二店、鳳山經武店、鳳山信義店、鳳山五福店、鳳山誠德店、鳳山保泰店、鳳山頂豐店、鳳山博愛店、鳳山建國店、鳳山國泰店、鳳山鳳甲店、鳳山武營店、鳳山保南店、鳳山海洋二店、鳳山保華一店、鳳山頂庄店
- 美廉社：鳳山光華東店、鳳山杭州店、鳳山海洋店、鳳山國富店、鳳山瑞興店、鳳山保生店
- 家樂福超市：鳳山甲一店
- 愛國超市：新富店
- 東倉超市：鳳北店、赤山店、中崙店、海洋店、四海店
- 臺糖鳳山賣場（園藝休閒中心內）

五金百貨
- 小北百貨：鳳山店、青年店、新富店

美妝生活百貨
- 寶雅：高雄鳳山店、鳳山青年店、鳳山五甲店
- J-Mart: 高雄鳳山店(已歇業)

藥妝店
- 屈臣氏：青年門市、鳳山門市、鳳松門市、五甲門市
- 康是美：鳳青門市、鳳勝門市、鳳甲門市、五甲門市、鳳揚門市、鳳翔門市、超聯門市
- 丁丁藥妝：鳳山自由店、鳳林店、新富店
- 大樹藥局：鳳山青年店、鳳山新富店、鳳山甲一店、鳳山甲二店、鳳山甲三店

健身中心
- 健身工廠：鳳山廠、鳳西廠

World GYM：高雄鳳山店、鳳山文衡店
- 沙發家居YKS沙發專門店：高雄展示體驗館]

夜市

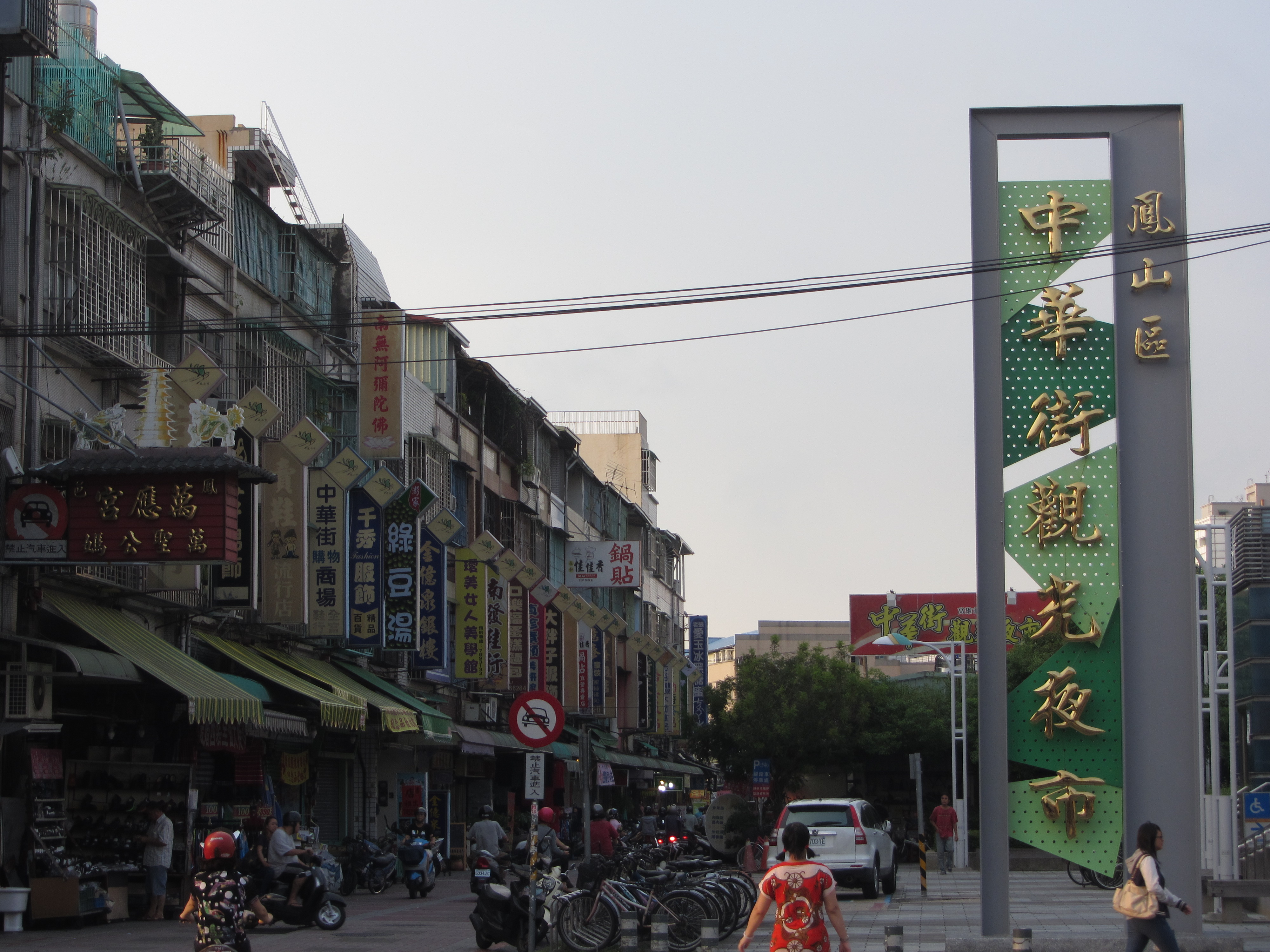
中華街夜市

- 中山路夜市：位於鳳山市中心中山路上，每天營業
- 五甲自強夜市：位於五甲自強二路，每天營業
- 中華街夜市：位於高雄捷運橘線鳳山站2號出口，中華街上
- 大明夜市：位於大明路，每週二營業
- 海洋夜市：位於海洋二路，每週四營業
- 開漳聖王廟夜市：位於廟旁，每週二營業
- 鳳山青年夜市：位於中崙一路，每週四五六日營業

## 警政消防
- 高雄市政府警察局鳳山分局[44]：文山里文龍東路566號
  - 鳳岡派出所：曹公路23號
  - 成功派出所：中山東路16號
  - 文山派出所：鳳松路127號
  - 埤頂派出所：中山東路497號
  - 五甲派出所：五甲二路472號
  - 新甲派出所：新富路383號
  - 忠孝派出所：光復路二段188號
  - 過埤派出所：保生路69號
  - 南成派出所：和成路37號
- 高雄市政府消防局第三救災救護大隊（鳳山、小港、大寮、林園）：鳳頂路360號
  - 第一中隊（鳳山）：經武路36號
    - 鳳山分隊：經武路36號
    - 鳳祥分隊：鳳頂路360號
    - 五甲分隊：五甲二路472號

## 外部連結
- 高雄市政府全球資訊網 （页面存档备份，存于）
- 高雄市鳳山區公所 （页面存档备份，存于）
- 高雄市鳳山區戶政事務所 （页面存档备份，存于）
- 高雄市鳳山區衛生所 （页面存档备份，存于）